# 维尔蒙
维尔蒙（法語：Vulmont，法語發音：[vylmɔ̃]）是法国摩泽尔省的一个市镇，属于梅斯区。

## 地理
维尔蒙（48°55'30"N, 6°18'10"E）面积3.09 平方千米，位于法国大東部大區摩泽尔省，该省份为法国东北部内陆省份，是洛林的一部分，西南接默尔特-摩泽尔省，东临下莱茵省，北与卢森堡和德国接壤。
与维尔蒙接壤的市镇（或旧市镇、城区）包括：弗兰、泰泽圣马尔坦、福维尔、蒙舍、萨伊-阿沙泰勒。

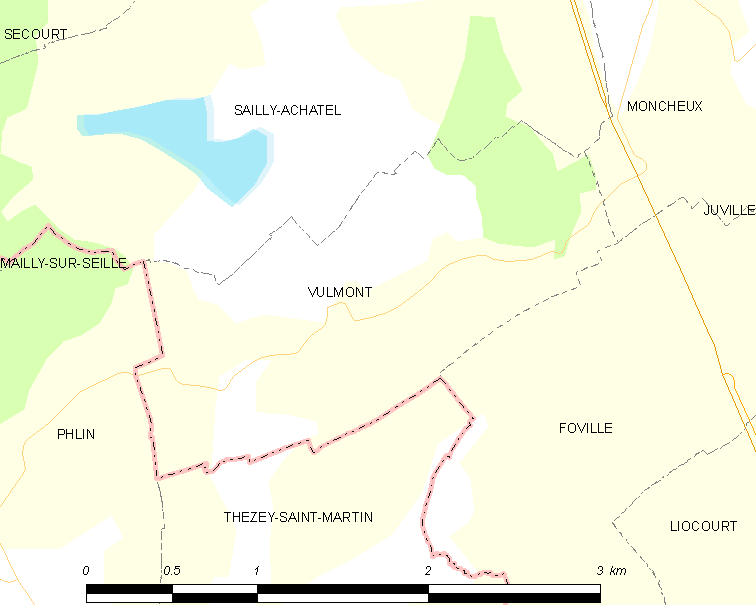
维尔蒙的OSM定位图

维尔蒙的时区为UTC+01:00、UTC+02:00（夏令时）。

## 行政
维尔蒙的邮政编码为57420，INSEE市镇编码为57737。

## 政治
维尔蒙所属的省级选区为索努瓦县。

## 人口

1962-2008年间维尔蒙人口变化图示

维尔蒙于2022年1月1日时的人口数量为31人。